# Daichi Ishikawa
Daichi Ishikawa (født 22. februar 1996) er en japansk fodboldspiller, som spiller for den japanske fodboldklub FC Gifu.